# Starý hřbitov v Mladé Boleslavi
Starý hřbitov v Mladé Boleslavi je bývalý hlavní městský hřbitov v Mladé Boleslavi. Nachází se v centrální části města, v ulici Laurinova, v těsném sousedství areálu automobilky Škoda Auto.

## Historie
Hřbitov byl zbudován v letech 1874 až 1877 jako nový městský hřbitov náhradou za pohřebiště u barokního Kostela sv. Havla, který nadále sloužil jako obřadní kostel i pro nový hřbitov. V centrální části hřbitova byla pak postavena novobyzantská kaplová hrobka rodiny Bičíkovy, později upravená jako kaple. Podél zdí areálu je umístěna řada hrobek významných obyvatel města.
V pozdějších letech nahradil funkci hlavního městského pohřebiště Nový městský hřbitov severněji od starého hřbitova poblíž Třídy Václava Klementa.

## Hroby významných osobností
- František Bareš (1851–1924) – historik, muzejník a pedagog
- Václav Klement (1868–1938) – zakladatel automobilky Laurin & Klement (rodinná hrobka)
- Václav Laurin (1865–1930) – zakladatel automobilky Laurin & Klement (rodinná hrobka)
- Karel Sellner (1873–1955) – archeolog, pedagog a spisovatel
- Rudolf Turek (1910–1991) – archeolog a historik

## Galerie

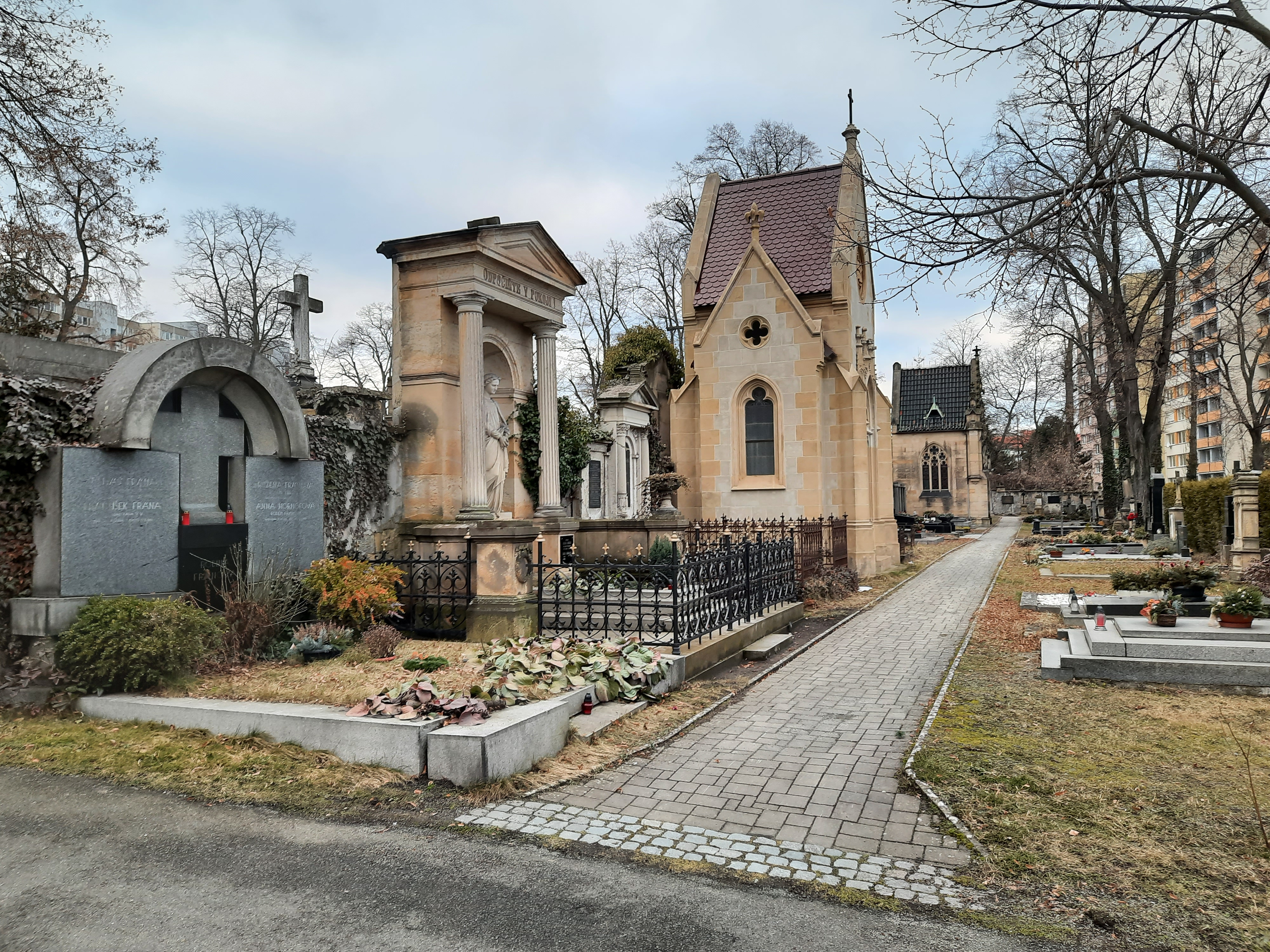
Hrobky u zdi hřbitova
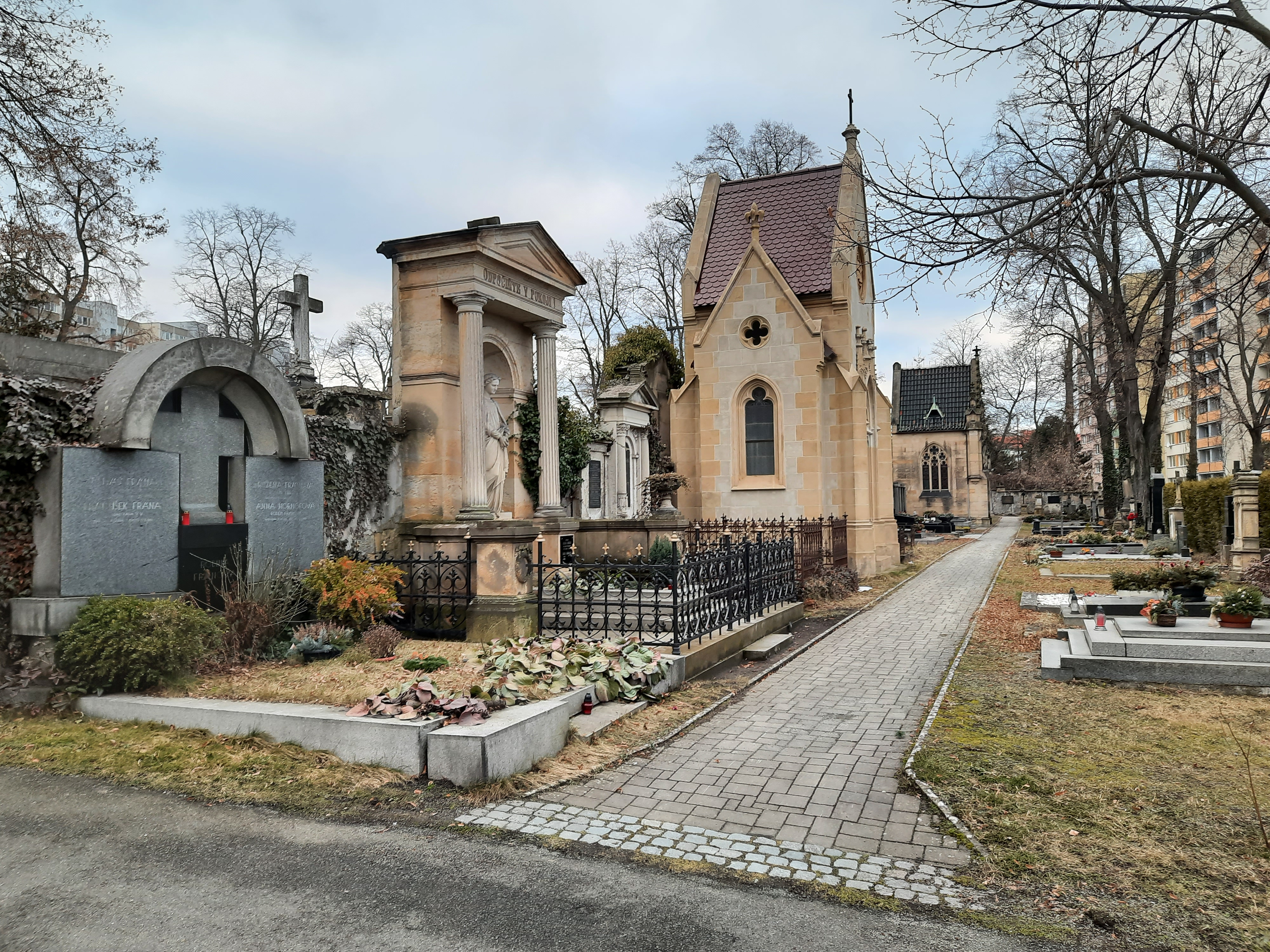
Hrobky u zdi hřbitova
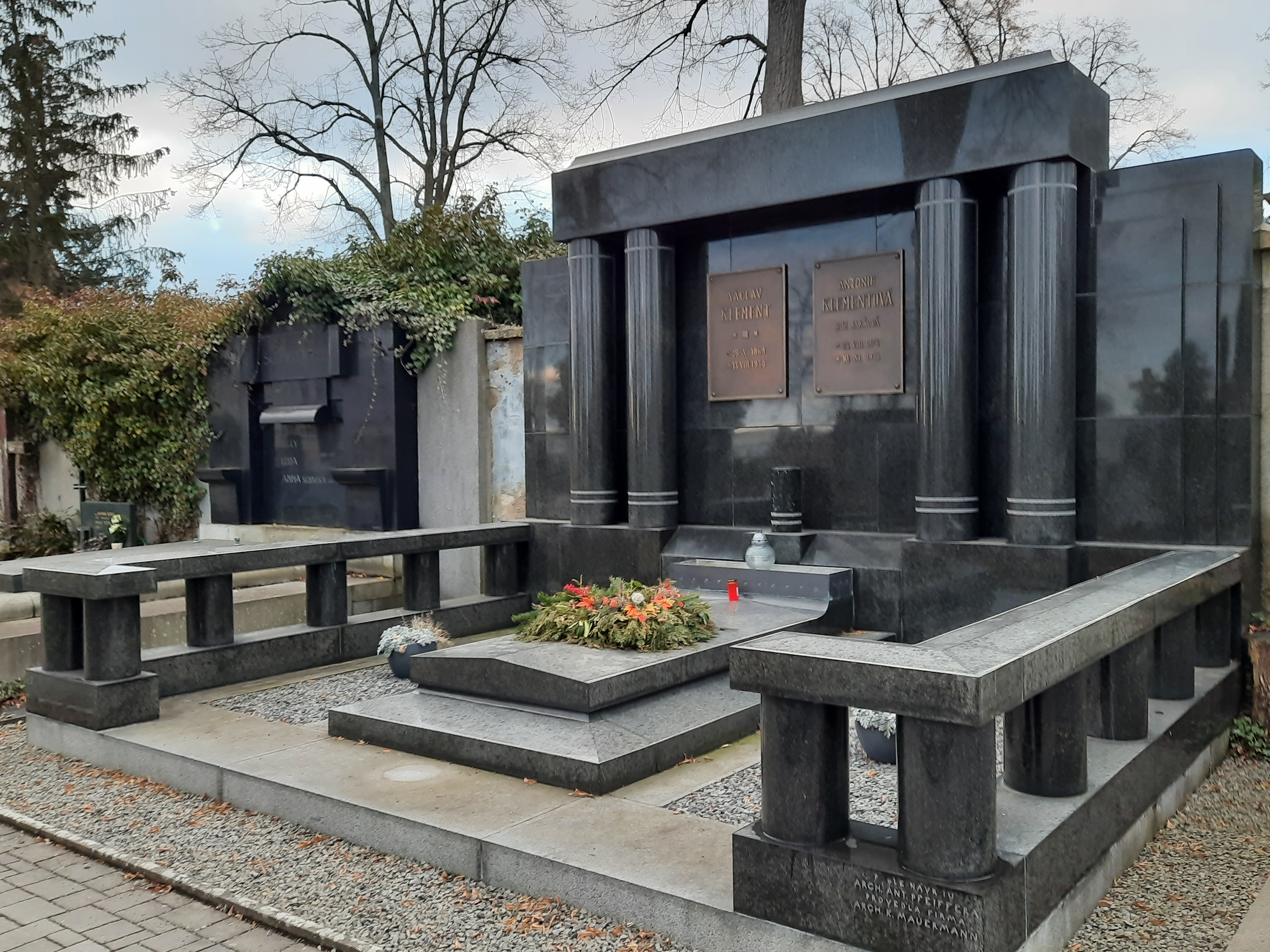
Hrobka rodiny Václava Klementa
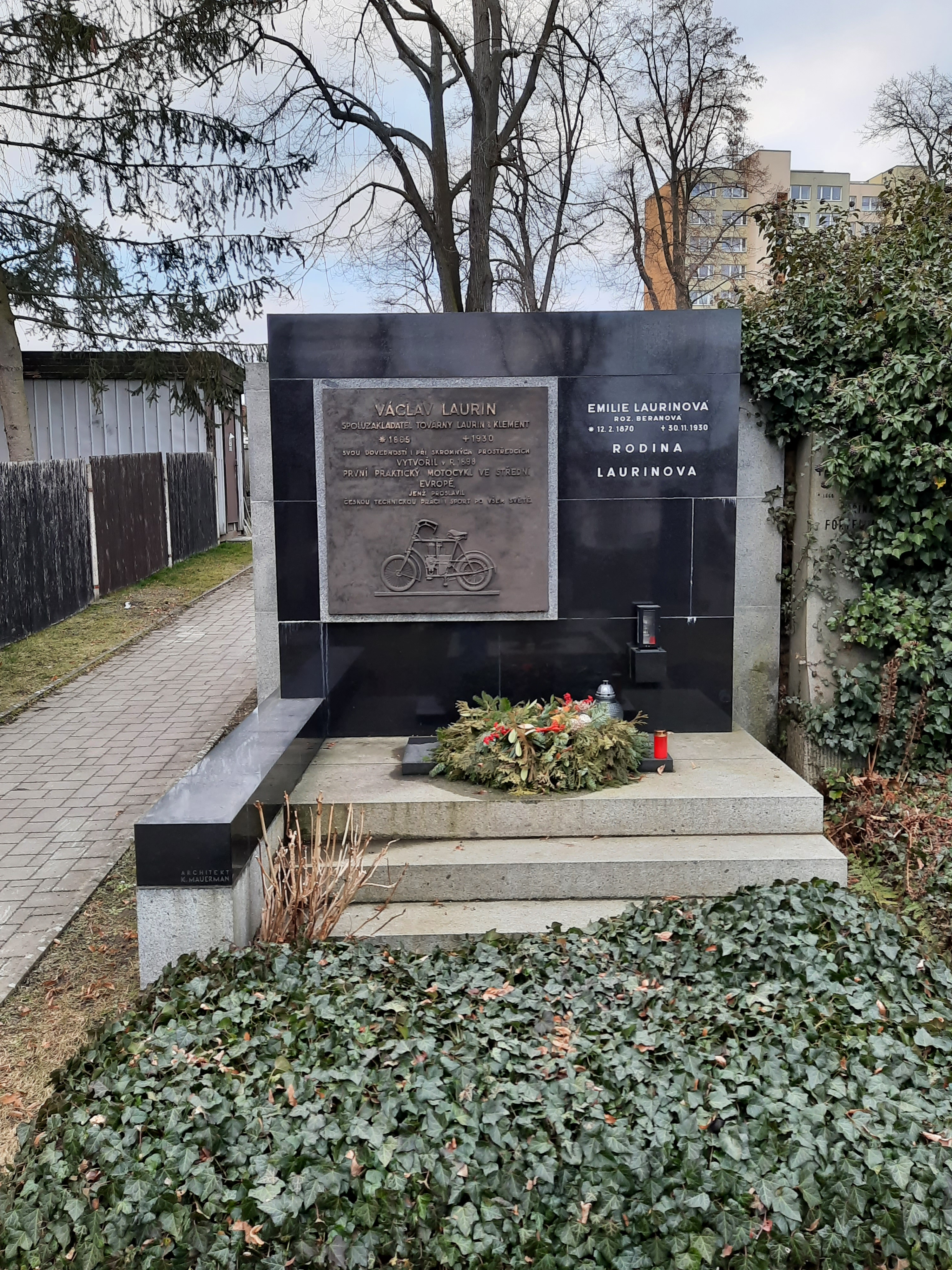
Hrobka rodiny Václava Laurina
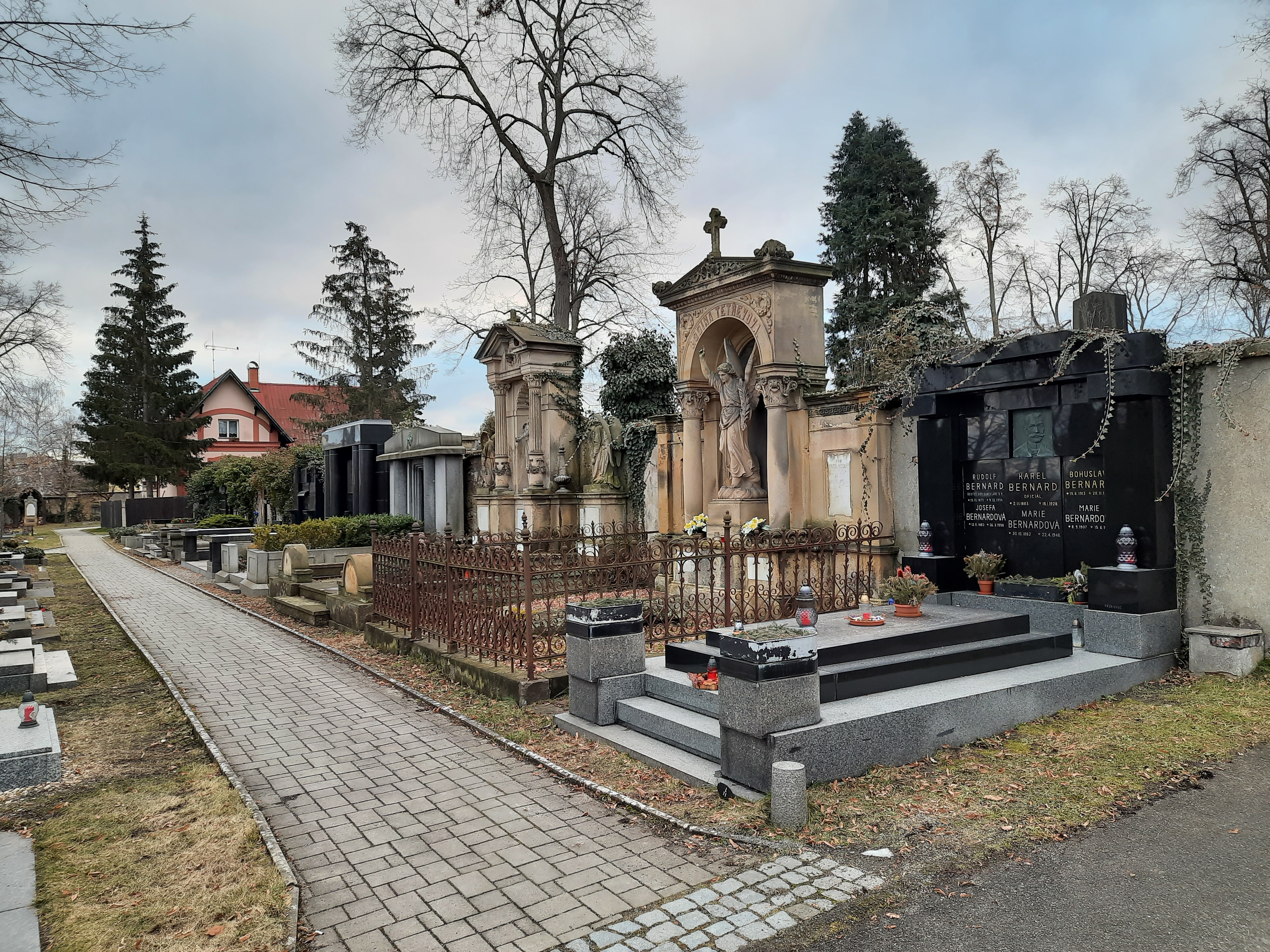
Hrobka rodiny Rudolfa Turka
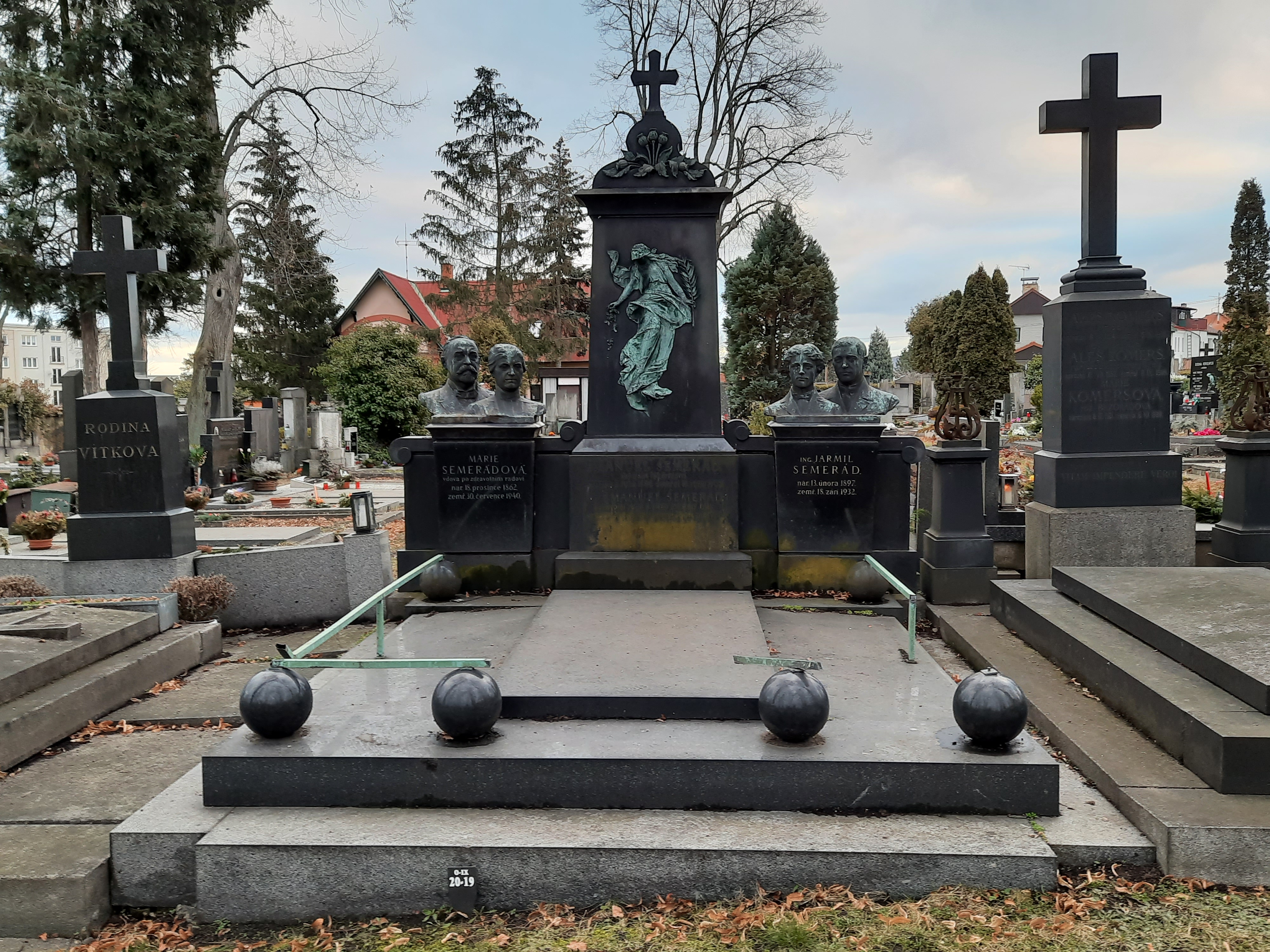
Hrobka rodiny Emanuela Semeráda
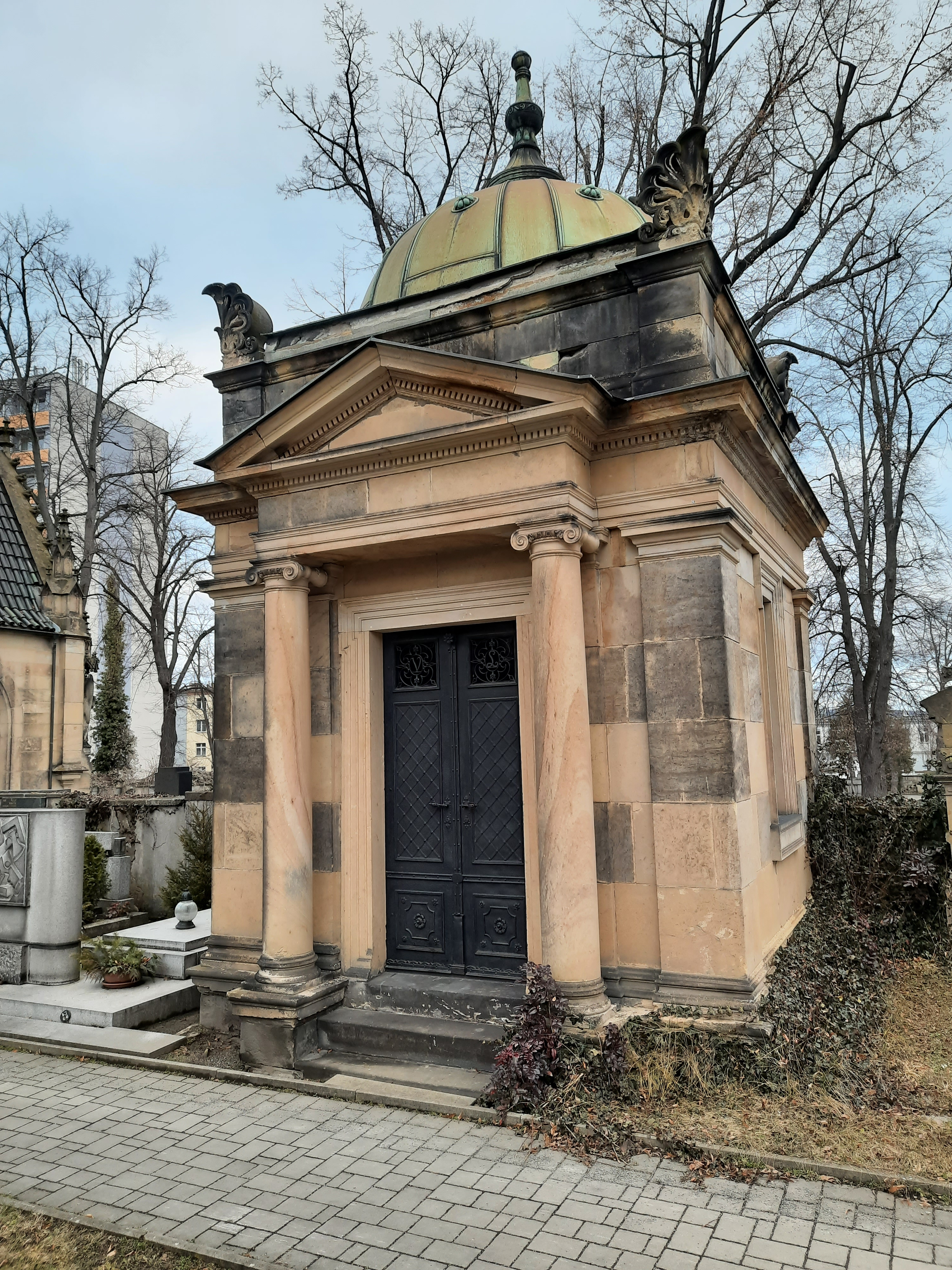
Kaplová hrobka